# 네무로반도 해역 지진

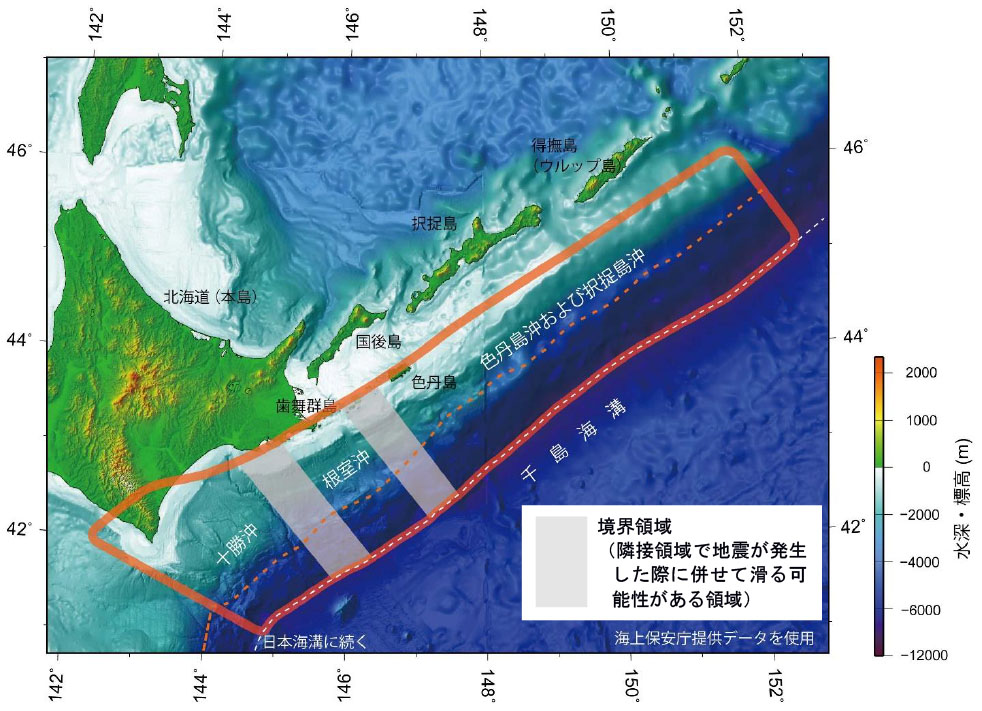
네무로반도 해역 위치

네무로반도 해역 지진(일본어: 根室半島沖地震)은 홋카이도의 네무로반도 해역에서 발생하는 지진이다. 이 해역에서는 과거에 반복 지진이 일어나고 있지만, 특히 1894년과1973년의 지진이 유명하다.

## 주요 지진

### 1843년 도카치 해역 지진
1843년 도카치 해역 지진 은 쓰나미 기록과 진도분포에 따르면,네무로반도 해역도 진원역에 포함되어 있었을 가능성이있다.

### 1894년 네무로반도 해역 지진
1894년 네무로반도 해역 지진 은 1894년 3월 22일에 발생한 지진이다. 지진 규모는 M7.9. 이 지진으로 1명이 사망하고 6명이 부상했다. 이와테현 오후나토에서 약 1.8m의 쓰나미를 관측했다.또 훗카이도 구시로 앗케기시에서 약 2m의 쓰나미를 관측했다.

### 1973년 네무로반도 해역 지진
1973년 네무로반도 해역 지진 은 1973년 6월 17일에 발생한 지진이다. 지진 규모는 M7.4. 구시로시와 네무로시에서 진도5를 관찰했다. 쓰나미가 발생, 가옥이나 선박 등이 피해를 받았다. 이 지진으로 26명이 부상했다. 6월 24일에 여진 (M7.1) 이 일어나 1명이 부상했다.

## 참고 문헌
- 国立天文台 『理科年表 令和3年』 丸善 ISBN 978-4-621-30560-7